# El Garrofí
El Garrofí és una muntanya de 617 metres que es troba al municipi d'Avinyó a la comarca del Bages.
Aquest cim està inclòs al llistat dels 100 cims de la FEEC.